# Pacific PR02
La Pacific PR02 è la monoposto impiegata dalla Pacific Racing nel campionato mondiale di Formula 1 1995.

## La macchina
Dopo la stagione 1994, conclusa con zero punti iridati e nemmeno un arrivo al traguardo (tra ritiri e mancate qualificazioni), la Pacific acquisì le strutture dello storico Team Lotus, che si era appena ritirato dalla Formula 1; per questa ragione la scuderia assunse la denominazione Pacific Team Lotus.
Frank Coppuck e Dave Watson disegnarono quindi una vettura del tutto nuova, la PR02. Dal punto di vista aerodinamico, il muso rialzato fu sostituito dal "classico" profilo spiovente, direttamente collegato all'ala, e le pance laterali furono allungate anteriormente e allargate, assumendo il profilo detto a Coca-Cola. Il motore V10 Ilmor fu sostituito da un V8 Ford-Cosworth da 3 litri.
La livrea, da argentea che era, divenne blu, con inserti bianchi e una fascia verde-oro (colori del defunto Team Lotus).

## Rendimento
Complice la riduzione del numero delle auto iscritte al mondiale (26), entrambe le PR02 superarono il "taglio" delle qualifiche in tutte le gare dell'anno.
Pur rivelandosi più performante della PR01, la vettura (peraltro priva di diversi ausili ormai d'uso comune in Formula 1, come l'attuatore dell'acceleratore) continuò ad essere inaffidabile e afflitta da molteplici problemi, in particolare al cambio e al telaio: solo sette volte su 17 gare una Pacific riuscì a tagliare il traguardo, risultando ultima classificata in due casi e pagando sempre pesanti distacchi dal vincitore. I migliori piazzamenti della stagione (e della storia del team in Formula 1) furono due ottavi posti colti da Montermini in Germania e da Gachot in Australia, comunque non sufficienti per raccogliere punti iridati.
Analogamente al 1994, la squadra inglese era priva di uno sponsor principale e soffriva di gravissime difficoltà economiche: ciò impedì di condurre sessioni di test al fine di migliorare la vettura e obbligò Gachot a cedere il suo sedile per sei gare a due piloti paganti: Giovanni Lavaggi prima e Jean-Denis Délétraz poi.
Conclusa anche questa stagione con zero punti iridati, la Pacific si ritirò dalla Formula 1.

## Piloti
All'avvio della stagione come prima guida fu confermato Bertrand Gachot (che aveva anche acquistato delle quote azionarie del team, nel tentativo di ripianarne i debiti), affiancato dal secondo pilota Andrea Montermini. Collaudatore e riservista rimase Oliver Gavin. In alcune gare della stagione Gachot cedette la propria vettura a piloti paganti.
| Piloti ufficiali       | Piloti ufficiali    | Piloti ufficiali |
| Nazione                | Nome                | Numero           |
| ---------------------- | ------------------- | ---------------- |
| Belgio (bandiera)      | Bertrand Gachot     | 16               |
| Italia (bandiera)      | Giovanni Lavaggi    | 16               |
| Svizzera (bandiera)    | Jean-Denis Délétraz | 16               |
| Italia (bandiera)      | Andrea Montermini   | 17               |
| Piloti di riserva      |                     |                  |
| Nazione                | Nome                | Nome             |
| Regno Unito (bandiera) | Oliver Gavin        | Oliver Gavin     |

## Risultati in Formula 1
| Anno | Team               | Motore          | Gomme | Piloti     |     |     |     |     |     |     |     |     |     |     |     |     |     |     |     |     |     | Punti | Pos. |
| ---- | ------------------ | --------------- | ----- | ---------- | --- | --- | --- | --- | --- | --- | --- | --- | --- | --- | --- | --- | --- | --- | --- | --- | --- | ----- | ---- |
| 1995 | Pacific Team Lotus | Ford EDC 3.0 V8 | G     | Gachot     | Rit | Rit | Rit | Rit | Rit | Rit | Rit | 12  |     |     |     |     |     |     | Rit | Rit | 8   | 0     | 12º  |
| 1995 | Pacific Team Lotus | Ford EDC 3.0 V8 | G     | Lavaggi    |     |     |     |     |     |     |     |     | Rit | Rit | Rit | Rit |     |     |     |     |     | 0     | 12º  |
| 1995 | Pacific Team Lotus | Ford EDC 3.0 V8 | G     | Délétraz   |     |     |     |     |     |     |     |     |     |     |     |     | Rit | 15  |     |     |     | 0     | 12º  |
| 1995 | Pacific Team Lotus | Ford EDC 3.0 V8 | G     | Montermini | 9   | Rit | Rit | NP  | SQ  | Rit | NC  | Rit | 8   | 12  | Rit | Rit | Rit | Rit | Rit | Rit | Rit | 0     | 12º  |

| Legenda | 1º posto     | 2º posto | 3º posto    | A punti         | Senza punti/Non class.  | Grassetto – Pole position Corsivo – Giro più veloce |
| Legenda | Squalificato | Ritirato | Non partito | Non qualificato | Solo prove/Terzo pilota | Grassetto – Pole position Corsivo – Giro più veloce |